# 汝宁府
汝宁府，元朝时设置的府。

汝宁府在河南省的位置（1820年）

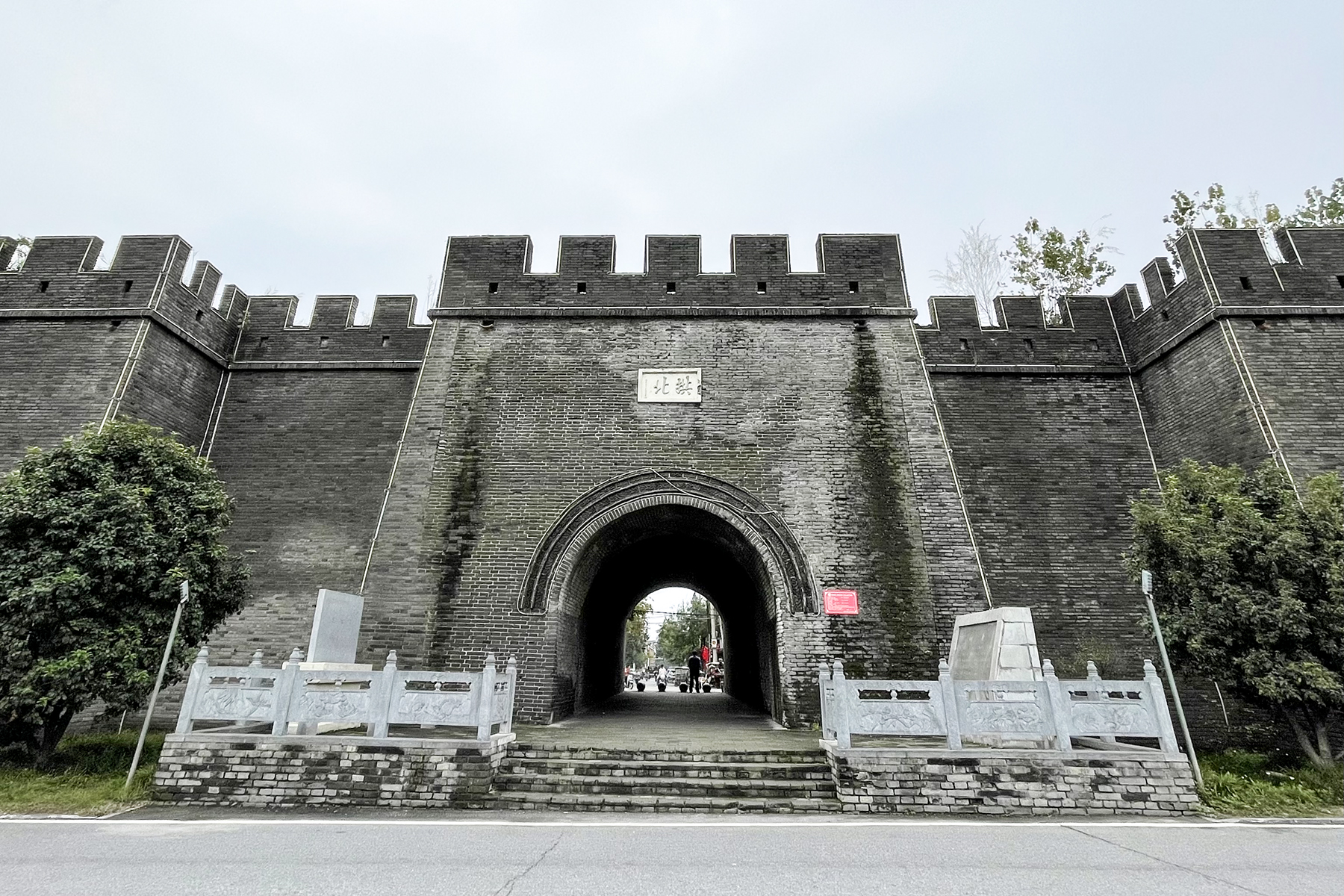
汝宁府拱北门

元朝至元三十年（1293年）升蔡州置，治汝阳县（今河南省汝南县）。辖境相当今河南省京广铁路线以东，西平、项城等县市以南，安徽省颍河流域以西地。明朝以后，辖境不断缩小。清初沿明制，領州二，縣十二。雍正二年（1724年），光州升光州直隸州。光山縣、固始縣、息縣、商城縣割隸。領州一，縣八：信陽州、汝陽縣、正陽縣、上蔡縣、新蔡縣、西平縣、遂平縣、確山縣、羅山縣。清代汝寧府，评价：衝，繁，難。隸南汝光道。汝南分防通判、新息分防通判駐。1913年废。

## 延伸阅读
[在维基数据编辑]
 《欽定古今圖書集成·方輿彙編·職方典·汝寧府部》，出自陈梦雷《古今圖書集成》